# ناحیه پنینسولا، میشیگان
ناحیه پنینسولا (به انگلیسی: Peninsula Township) یک منطقهٔ مسکونی در ایالات متحده آمریکا است که در شهرستان گراند تراوس، میشیگان واقع شده‌است.
 ناحیه پنینسولا ۸۲٫۵ کیلومتر مربع مساحت و ۵٬۴۳۳ نفر جمعیت دارد و ۱۸۱ متر بالاتر از سطح دریا واقع شده‌است.